# 48643 Аллен-Біч
48643 Аллен-Біч (1995 UA2, 2000 AL55, 48643 Allen-Beach) — астероїд головного поясу, відкритий 20 жовтня 1995 року.
Тіссеранів параметр щодо Юпітера — 3,555.